# Madulain
Madulain (föråldrad tysk och tidigare officiell stavning Madulein) är en ort och kommun i regionen Maloja i kantonen Graubünden, Schweiz. Kommunen har 197 invånare (2023). Den ligger i nedre delen av dalgången Oberengadin (Engiadin'Ota), och har en station på Rhätische Bahn.
Det traditionella språket är det rätoromanska idiomet puter. Så sent som mot slutet av 1800-talet hade nästan hela befolkningen detta språk som modersmål, men sedan började deras andel minska. Antalet rätoromanskspråkiga har inte förändrats särskilt mycket under det senaste seklet, däremot har deras andel av hela befolkningen sjunkit kraftigt, främst på grund av inflyttning av tysk- och italienskspråkiga. Vid folkräkningen 2000 hade drygt hälften tyska som förstaspråk, drygt var femte rätoromanska och knappt var femte italienska. Kommunen har ingen egen skola, utan eleverna går i skola i grannkommunen Zuoz, där undervisningen bedrivs på rätoromanska. 
Kyrkan i Madulain blev reformert 1554. Som en följd av den stora inflyttningen är dock uppemot hälften av befolkningen numera katolsk, och de söker kyrka i Zuoz.